# Tell el-Oueili
Tell el-Oueili est un site archéologique et un petit tell de Basse-Mésopotamie, situé dans le gouvernorat de Dhi Qar, dans le Sud de l'Irak. Le site a été fouillé de 1976 à 1989 par l'archéologue français Jean-Louis Huot, révélant le plus ancien site néolithique connu du Sud de la Mésopotamie et de la période d'Obeïd.

## Fouilles
Le site est repéré et relevé par André Parrot, qui travaillait sur le site voisin de Larsa. Deux petites saisons de fouilles ont lieu en 1976 et 1978, mais les fouilles régulières commencent en 1981. Quatre saisons supplémentaires ont lieu jusqu'en 1989, toutes dirigées par Jean-Louis Huot.

## Localisation
Tell el-Oueili est situé à 3,5 km au sud-est de Larsa, dans le gouvernorat de Dhi Qar, dans le sud de l'Irak. La région connait des températures de plus de 50°C en été, avec moins de 250 mm de pluie annuelle, ce qui la rend impropre à l'agriculture non irriguée.

## Chronologie
Tell el-Oueili a été occupé durant la période d'Obeïd. Les différentes couches archéologiques sont datées de la phase Obeïd 0 à Obeïd 4 (de 6500 à 5400 av. J.-C.). La phase Obeïd 0, découverte sur ce site, a été pour cette raison également dénommée phase Oueili.

## Description
Le site mesure 200 m de diamètre et une hauteur d'environ 5 m.
Son habitat est très élaboré : un grenier de 80 m2 et des maisons faisant jusqu'à 240 m2. Ses habitants y pratiquent l’irrigation, indispensable dans cette région dont les précipitations sont trop faibles pour une agriculture sans apport artificiel d'eau.